# Beta-queratina
La beta-queratina (β-queratina, queratina-beta o queratina-β) es una proteína de la familia de la queratina. Es rica en láminas beta, a diferencia de la alfa-queratina, proteína fibrosa rica en hélices alfa. Se encuentra fundamentalmente en reptiles y aves (tetrápodos del clado Sauropsida); como excepción, también se encuentran en las escamas córneas de los pangolines.
Se deposita en la capa córnea de la piel de los reptiles, lo que le confiere mucha más rigidez a la piel que la alfa-queratina a la de los mamíferos y la hace impermeable al agua, impidiendo la deshidratación del animal.
En las aves, las escamas, picos, garras y plumas contienen beta-queratina. Estudios filogenéticos de las estructuras de la β-queratina muestran que las β-queratinas de las plumas evolucionaron a partir de las de las escamas. Las β-queratinas de las escamas forman el grupo basal de queratinas en las aves. Eventos de duplicación y divergencia genética llevaron a la aparición de las β-queratinas de las garras y una ulterior recombinación originó nuevos genes de β-queratinas aviares de las plumas o similares al tipo de las plumas. Las pruebas de estos eventos de duplicación proceden de la correlación de la estructura del clado de la β-queratina de las plumas con sus loci genómicos.
Los cambios en las β-queratinas pudieron influenciar el desarrollo del vuelo. Un estudio reciente realizado utilizando métodos de datación molecular para ligar la evolución de los genes de las β-queratinas aviares en general con la de las plumas en particular reveló que la familia de las β-queratinas aviares empezó a divergir de la familia de los cocodrílidos hace unos 216 millones de años. Pero la familia de las β-queratinas de las plumas no empezó a divergir hasta hace 125 millones de años, una fecha consistente con la radiación adaptativa de las aves durante el Cretácico. Las β-queratinas que se encuentran en las plumas modernas incrementaron su elasticidad, lo que seguramente contribuyó a su papel en el vuelo. Así, los antepasados con plumas de las aves, como Anchiornis y Archaeopteryx, cuyas capacidades de vuelo fueron cuestionadas, tendrían β-queratinas aviares, pero no las del tipo de las plumas.
Hay evidencias de que el pequeño dinosaurio alvarezsáudido Shuvuuia deserti tenía una piel cubierta de plumas. Los análisis de Schweitzer et al. (1999) mostraron que estas estructuras de tipo pluma estaban formadas por beta-queratina.